# Peněžní oběh
Peněžní oběh je pohyb peněz ve funkci oběživa a platidla (koloběh peněz ve formě bankovek a mincí). Základem jsou plnohodnotné bankovky či neplnohodnotné mince.[zdroj?]
Řízením peněžního oběhu v Česku je na základě zákona č. 6/1993 Sb. (zákon o ČNB) pověřena Česká národní banka. Za tím účelem mj.
- spravuje zásoby bankovek a mincí a organizuje dodávky bankovek a mincí od výrobců v souladu s požadavky peněžního oběhu,
- vydává vyhlášky týkající se regulace peněžního oběhu; stanoví vyhláškami nominální hodnoty, rozměry, hmotnost, materiál, vzhled a další náležitosti bankovek a mincí a jejich vydání do oběhu, a ukončení platnosti bankovek a mincí a způsob a dobu jejich výměny za jiné bankovky a mince,
- předkládá vládě návrhy zákonných úprav v oblasti měny a peněžního oběhu,
- vykonává dohled nad zpracovateli tuzemských bankovek a tuzemských mincí podle zákona upravujícího oběh bankovek a mincí (zákon č. 136/2011 Sb.).[2]